# HC Auta & Auta Cheb
HC Auta & Auta Cheb (celým názvem: Hockey Club Auta & Auta Cheb) je český klub ledního hokeje, který sídlí v Chebu v Karlovarském kraji. Od sezóny 2011/12 působí v Karlovarské krajské soutěži, páté české nejvyšší soutěži ledního hokeje. Klubové barvy jsou zelená a černá.
Své domácí zápasy odehrává na zimním stadionu Cheb s kapacitou 1 670 diváků.

## Přehled ligové účasti
Stručný přehled
Zdroj:
- 2010–2011: Karlovarská krajská soutěž – sk. B (5. ligová úroveň v České republice)
- 2011– : Karlovarská krajská soutěž (5. ligová úroveň v České republice)

Jednotlivé ročníky
Zdroj:
Legenda: ZČ - základní část, červené podbarvení - sestup, zelené podbarvení - postup, fialové podbarvení - reorganizace, změna skupiny či soutěže
| Česko (2010 – ) |                                    |           |          |                                       |              |
| Sezóny          | Soutěž                             | Úroveň    | ZČ       | Play-off, nadstavba, sk. o udržení... | Poznámky     |
| 2010/11         | Karlovarská krajská soutěž – sk. B | 5. úroveň | 3. místo |                                       | Reorganizace |
| 2011/12         | Karlovarská krajská soutěž         | 5. úroveň | 4. místo | Zápas o 3. místo (prohra)             |              |
| 2012/13         | Karlovarská krajská soutěž         | 5. úroveň | 3. místo |                                       |              |
| 2013/14         | Karlovarská krajská soutěž         | 5. úroveň | 5. místo |                                       |              |
| 2014/15         | Karlovarská krajská soutěž         | 5. úroveň | 2. místo |                                       |              |
| 2015/16         | Karlovarská krajská soutěž         | 5. úroveň | 5. místo |                                       |              |
| 2016/17         | Karlovarská krajská soutěž         | 5. úroveň | 5. místo |                                       |              |
| 2017/18         | Karlovarská krajská soutěž         | 5. úroveň | 4. místo | Zápas o 3. místo (prohra)             |              |
| 2018/19         | Karlovarská krajská soutěž         | 5. úroveň | 5. místo | Zápas o 5. místo (prohra)             |              |
| 2019/20         | Karlovarská krajská soutěž         | 5. úroveň |          |                                       |              |